# Chono (volk)

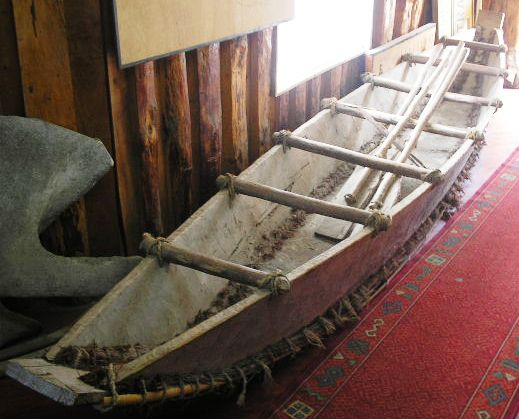
Reconstructie van een dalca, de door Chono gebruikte kano

Het Chonovolk, of Guaiteco, was een Chileens inheems nomadisch volk dat leefde op de archipels van Guaitecas, Chonos en op het zuiden van het de eilandengroep Chiloé.
Het volk leefde als jager-verzamelaars en verplaatste zich per kano. Veel van wat uit Spaanse bronnen bekend is over het Chonovolk, is mogelijk gekleurd door de visie van de zuidelijke Mapuche of Huilliche, omdat dit volk en hun taal gebruikt werd om met de Chono te communiceren.

## Kenmerken
De Chono waren inheemse kanovaarders die in een kustgebied van ongeveer 500 kilometer lang leefden, in het noorden van Patagonië, tussen de Guaitecas-eilanden en het schiereiland Taitao. Ze lijken ook te hebben gewoond op het zuidelijke deel van de Chiloé-archipel. Het leefgebied kenmerkt zich door steile eilanden, diepe fjorden en bochtige waterwegen. Er heerst een  gematigd klimaat met maximale regenval in de winter met veel bewolkte en vochtige dagen, in het hele jaar is de neerslag hoog en zijn er sterke westenwinden.
Rapporten over het Chono-gebied wijzen op een lage demografische dichtheid, maar er zijn geen exacte gegevens over de totale bevolkingsomvang. De zeer beperkte informatie over de Chonocultuur is afkomstig van reizigers en ontdekkingsreizigers die enig contact met hen hebben gehad. In veel opzichten was hun leefwijze vergelijkbaar met die van de Alacalufe die ten zuiden van hen woonden.
Net als andere kano-indianenvolken in West-Patagonië waren de Chono vrij klein van stuk, hadden een langwerpige schedel en een "laag gelaat". Volgens Robert FitzRoy, die de Chono in de jaren 1830 ontmoette, waren ze meer gespierd en hadden een mooier voorkomen dan de meer zuidelijk wonende kanovolken. Alberto Walakial, een Alacalufe geboren rond 1929, zei dat de Chono langer waren en een donkerder huid hadden dan zijn eigen volk. Ook hadden ze een langere neus en een langer gezicht.
Bestudering van botten van de Chono wees erop dat ze aanleg hadden voor gewrichtsproblemen, infectieziekten en soms breuken hadden. Deze kwalen werden geassocieerd met hun leefstijl.
Gewrichtsproblemen in schouders en rug kunnen zijn veroorzaakt door het roeien van kano's en het dragen van zware lasten. Gebitsproblemen duiden op gebrek aan vitamines, en gebruik van het gebit als hulpmiddel. De hoge prevalentie van traumatische verwondingen aan het hoofd wijst op geweldsincidenten; het kan er op wijzen dat de Chono een groep in crisis waren, wat wordt ondersteund door de afname van hun aantal. Deze crisis was waarschijnlijk het gevolg van de verdringing door andere volken vanuit het noorden en later van de toenemende Europese kolonisatie.

## Geschiedenis

Verbreiding van inheemse culturen in Chili rond de tijd van de komst van de Spanjaarden. Picunche, Mapuche, Huilliche en Cunco maken deel uit van de Mapuche macro-etnische groep.

### Voor-Spaanse periode
Archeoloog Ricardo Latcham stelt dat de Chono, en andere zeevarende nomaden, de overblijfselen kunnen zijn van inheemse groepen die naar het zuiden werden verdrongen door opvolgende invasies van noordelijker volken.
De Chono worden gezien als de eerste etnisch te onderscheiden bewoners van Chiloé. Dit leidde tot de aanname dat de Chono het volk waren dat de meeste van de schelpen-afvalhopen achterliet op Chiloé, al kan dit niet worden aangetoond. Verder zijn er op Chiloé plaatsnamen in de Chono-taal, ondanks dat de belangrijkste inheemse taal tijdens de verovering van Chili door de Spanjaarden, het Mapudungun was. De theorie van José Pérez García is dat het Cunco-volk zich in vóór-Spaanse tijd op Chiloé vestigde als gevolg van druk door de Huilliche uit het noorden, die op hun beurt werden verjaagd door de Mapuche. Gebieden in noordelijke richting als de San Juan de la Costa en Lago Llanquihue vielen ooit binnen het gebied van het Chono-nomadenbestaan.
Ricardo Latcham bouwde hierop voort en houdt het erop dat de Chono op Guaitecas arriveerden vanaf Chiloé nadat deze laatste vanaf de 13e eeuw werden bevolkt door Mapuche-groepen als de Huilliche en Cuncos vanaf het vasteland.

### Koloniale periode
De Chono ontmoetten voor het eerst Europeanen toen de expeditie van Francisco de Ulloa in 1553 in hun gebied arriveerde.
Aan het eind van de 16e en begin van de 17e eeuw vonden enkele Spaanse invallen plaats, met het doel Chono-indianen naar de Spaanse gebieden van Chiloé te brengen. Na een decreet van koning Filips III van Spanje, waarin slavernij van inheemse rebellen werd gelegaliseerd, werden dit regelrechte rooftochten waarmee ook naburige volken werden geconfronteerd. Dit gebeurde ondanks dat de Chono in de jaren rond 1600 niet hadden meegedaan aan Mapuche-opstanden tegen de Spanjaarden. De Spanjaarden verkregen niet alleen slaven uit rooftochten, maar ook omdat Chono hun volksgenoten verkochten na bijvoorbeeld een stammentwist. In 1608 arriveerden jezuïeten-missionarissen in het gebied en tegen 1617 werd een missiepost opgericht op het eiland Chiloé. Tussen 1611 en 1613 rapporteerden deze missionarissen de aanwezigheid van ongeveer 220 Chonos in de regio van de Guaitecas-eilanden.
De Spaanse interesse in de gebieden van de Chono lijkt af te nemen na de expeditie van Antonio de Vea in 1675. In 1710 kwam nog een grote groep vrijwillig naar de Spaanse vestiging Calbuco om interne conflicten te ontvluchten. Het ging om ongeveer 200 gezinnen of iets meer dan 500 individuen die onder leiding van jezuïeten werden overgebracht naar het eiland Guar en twee andere eilanden in de Reloncaví.
De belangstelling voor het Chono-gebied nam weer toe toen de Spanjaarden hoorden van de schipbreuk van de HMS Wager op de kust van Patagonië in 1741. Bij het opzetten van een systeem van kustverdediging bevalen de Spaanse autoriteiten de ontvolking van de Chonos- en Guaitecas-archipel om steun door inheemsen aan vijanden te voorkomen. Dit leidde tot verplaatsingen naar Chiloé in het noorden terwijl andere Chono ten zuiden van het schiereiland Taitao terechtkwamen zodat hun oorspronkelijk gebied werd ontvolkt. De Chono op Chiloé werden ten slotte opgenomen in de mestiezen en inheemse Huillichen aldaar.

## Cultuur
In cultureel opzicht hadden de Chono veel gemeen met de zuidelijker zeevarende volken als de Alacalufe, ook waren ze beïnvloed door de Mapuche. Een auteur als D. Harb (1998) ziet de Chono meer als "Vuurlanders" in tegenstelling tot de noordelijker Mapuchevolken. Urbina Burgos noemt de Chiloé-archipel als de grens tussen de Mapuchecultuur en de cultuur van de zuidelijker volken.
Het volk leefde vooral van de zee. Mannen jaagden op vis en zeezoogdieren, vooral zeeleeuwen; vrouwen verzamelden schaaldieren en zeewier. Bij de jacht gebruikte men speren, harpoenen en netten. Het zeevoedsel werd aangevuld met aardappels en andere planten, die werden geteeld in kleine tuinen. 
Zowel de Chono als de Alacalufe gebruikten Pilgerodendron uviferum (een soort cipres) als brandhout en voor boten, roeispanen en hutten.
De onderkomens waren gebouwd van staven bedekt met takken, schors of huiden. Het transport was vrijwel uitsluitend over water en hiervoor gebruikten ze boomschors of boardkano's (dalca). Isotopenstudies van menselijke botten laten zien dat de Chonos gedurende eeuwen of millennia voornamelijk leefden van zeevoedsel. Na contacten met de Spanjaarden vanaf circa 1550 ging voedsel van het land in aandeel omhoog. IJzeren voorwerpen werden hoog gewaardeerd, en werden normaal gesproken verkregen in de Spaanse vestigingen op Chiloé, door handel of diefstal. Soms leverden gestrande schepen bruikbare spullen op.

##### Taal
De Chonotaal is alleen bekend van plaatselijke toponiemen en een catechismus. Daarom concluderen sommigen zoals Campbell (2012) dat het om een veronderstelde taal gaat, die niet echt heeft bestaan. Viegas Barros, die voorstelt dat er een verband is met Kawésqar en de Yaghan-taal, denkt dat 45% van de Chono-woordenschat en grammaticale vormen, corresponderen met een van deze talen, al is het met geen van beide nauw verwant.
Cooper (1917) concludeerde uit onderzoek dat de Chono-taal zich duidelijk onderscheidde van de Mapuche- en Tehuelche-taal, en waarschijnlijk ook van het Kawesqar. Het Chono komt in de classificatie van Chamberlain (1913) al voor als een onafhankelijke groep. Glottolog concludeert dat er parallellen zijn met het Mapuche en Kawésqar, maar in de kern is er geen verband. Glottolog karakteriseert het Chono als een isolaat.

## Uitsterven
In 1743 verklaarden leden van het plaatselijk bestuur van Castro de afname van de Chono, die zich bij de missiepost van de jezuïeten hadden gevestigd, uit een tekort aan vrouwen. Anderen zien dit breder en verklaren het uitsterven van het volk als geheel uit een tekort aan vrouwen. Het hield in dat de mannen huwden met inheemse vrouwen van de Veliche, Alacalufe of Payo. Zo vond een geleidelijke vermenging plaats. Vrouwen waren bij de Chono verantwoordelijk voor het opduiken van schaaldieren uit koud water, wat hun levensverwachting bekort kan hebben. Degenen die naar gebieden ten zuiden van het schiereiland Taitao waren getrokken, hebben zich mogelijk met de Alacalufe vermengd.
Het Chonovolk verdween na de 18e eeuw grotendeels uit de historische bronnen, al blijven er sporadische vermeldingen. Anglicaans missionaris Thomas Bridges meldde dat hij aan het eind van de 19e eeuw Chono heeft ontmoet. Alberto Walakial, een Alacalufe geboren rond 1929, claimde dat hij op jonge leeftijd Chono heeft ontmoet.